# Ochodaeus adsequa
Ochodaeus adsequa es una especie de coleóptero de la familia Ochodaeidae.

## Distribución geográfica
Habita en Namibia y Botsuana.